# Liste de films distribués par United Artists
 (août 2012).
Si vous disposez d'ouvrages ou d'articles de référence ou si vous connaissez des sites web de qualité traitant du thème abordé ici, merci de compléter l'article en donnant les références utiles à sa vérifiabilité et en les liant à la section « Notes et références ».
Voici la liste des films distribués par United Artists

Par ordre chronologique de sortie en salles, puis alphabétique pour chaque année. Le titre original est indiqué entre parenthèses. Le producteur est indiqué entre parenthèses

## Longs métrages de fiction

### Années 1910
- 1919 : Le Lys brisé (Broken Blossoms or The Yellow Man and the Girl) (D. W. Griffith)
- 1919 : Sa Majesté Douglas (His Majesty, the American) (Douglas Fairbanks)
- 1919 : When the Clouds Roll by (Douglas Fairbanks)
- 1919 : J'accuse (Abel Gance)

### Années 1920
- 1920 : Un mariage mouvementé (Down on the Farm) (Mack Sennett)
- 1920 : The Mollycoddle (Douglas Fairbanks)
- 1920 : Pollyanna (Mary Pickford)
- 1920 : Rêve et Réalité (Suds) (Mary Pickford)
- 1920 : Romance (D. W. Griffith)
- 1920 : Le Signe de Zorro (The Mark of Zorro) (Douglas Fairbanks)
- 1920 : The Love Flower (D. W. Griffith)
- 1921 : À travers l'orage (Way Down East) (D. W. Griffith)
- 1921 : Carnival (Harley Knoles)
- 1921 : Disraeli (George Arliss)
- 1921 : L'Excentrique (The Nut) (Douglas Fairbanks)
- 1921 : The Iron Trail (Whitman Bennett)
- 1921 : Le Signal de l'amour (The Love Light) (Mary Pickford)
- 1921 : Par l'entrée de service (Through the Back Door) (Mary Pickford)
- 1921 : Le Petit Lord Fauntleroy (Little Lord Fauntleroy) (Mary Pickford)
- 1921 : La Rue des rêves (Dream Street) (D. W. Griffith)
- 1921 : Les Trois Mousquetaires (The Three Musketeers) (Douglas Fairbanks)
- 1929 : Bulldog Drummond de F. Richard Jones

### Années 1930
- 1936 : Les Temps modernes (Modern Times) de Charlie Chaplin

### Années 1940
- 1940 : Le Dictateur (The Great Dictator) de Charlie Chaplin

### Années 1950
- 1957 : Douze hommes en colère (12 angry men) de Sidney Lumet.

### Années 1960
- 1960 : Alamo (The Alamo) (John Wayne)
- 1960 : And Quiet Flows the Don (Tikhiy Don) (Gorky Film Studio)
- 1960 : The Boy and the Pirates (Bert I. Gordon)
- 1960 : Cage of Evil (Edward Small)
- 1960 : Les Derniers Jours de Pompéi (Gli ultimi giorni di Pompei) (Ambrosiana)
- 1960 : A Dog's Best Friend (Edward Small)
- 1960 : Elmer Gantry le charlatan (Elmer Gantry) (Richard Brooks)
- 1960 : Exodus (Otto Preminger)
- 1960 : Les Fanfares de la gloire (Tunes of Glory) (Colin Lesslie)[1]
- 1960 : La Femme et le pantin (Pathé - Gray - DEAR Films)
- 1960 : The Gallant Hours (en) (James Cagney - Robert Montgomery)
- 1960 : La Garçonnière (The Apartment) (Mirisch)
- 1960 : Gunfighters of Abilene (Edward Small)
- 1960 : L'Homme à la peau de serpent (The Fugitive Kind) (Martin Jurow - Richard A. Sheperd - Marlon Brando)
- 1960 : Jamais le dimanche (Never on Sunday) (Jules Dassin)[1]
- 1960 : The Music Box Kid (Edward Small)
- 1960 : The Night Fighters (Robert Mitchum - Raymond Stross)
- 1960 : Noose for a Gunman (Edward Small)
- 1960 : Oklahoma Territory (Edward Small)
- 1960 : Procès de singe (Inherit the Wind) (Stanley Kramer)
- 1960 : The Pusher (Gene Milford - Sidney Katz)
- 1960 : Les Sept Mercenaires (The Magnificent Seven) (Mirisch)
- 1960 : La Sorcière noire (Macumba Love) (M. A. Ripps - Steve Barclay)
- 1960 : Studs Lonigan (Security Pictures)
- 1960 : Summer of the Seventeenth Doll (Hecht - Hill - Lancaster)
- 1960 : Three Came to Kill (Edward Small)
- 1960 : Le Vent de la plaine (The Unforgiven) (Hecht - Hill - Lancaster)
- 1960 : Voulez-vous pécher avec moi? (The Facts of Life) (Norman Panama - Melvin Franck)
- 1960 : The Walking Target (Edward Small)
- 1961 : Aimez-vous Brahms ? (Goodbye Again) (Anatole Litvak)
- 1961 : Au bout de la nuit (Something Wild) (George Justin)
- 1961 : Les Blouses blanches (The Young Doctors) (Stuart Millar - Lawrence Turman)
- 1961 : The Boy Who Caught a Crook (Edward Small)
- 1961 : The Cat Burglar (Edward Small)
- 1961 : Les Désaxés (The Misfits) (Seven Arts)
- 1961 : Le Cadavre qui tue (Doctor Blood's Coffin) (Edward Small)
- 1961 : The Explosive Generation (en) (Stanley Colbert)
- 1961 : Le Farceur (AJIM)[1]
- 1961 : Five Guns to Tombstone (Edward Small)
- 1961 : The Flight That Disappeared (Edward Small)
- 1961 : Frontier Uprising (Edward Small)
- 1961 : The Gambler Wore a Gun (Edward Small)
- 1961 : Gun Fight (Edward Small)
- 1961 : The Hoodlum Priest (Don Murray - Walter Wood)
- 1961 : Jugement à Nuremberg (Judgement at Nuremberg) (Stanley Kramer)
- 1961 : La Lame nue (The Nacked edge) de Michael Anderson) (George Glass - Walter Seltzer)
- 1961 : The Last Time I Saw Archie (Jack Webb)
- 1961 : Mary Had a Little... (Edward Small)
- 1961 : A Matter of Morals (De Sista stegen) (Steve Hopkins - John Hess)
- 1961 : Milliardaire pour un jour (Pocketful of Miracles) (Frank Capra)
- 1961 : Operation Bottleneck (Edward Small)
- 1961 : Paris Blues (George Glass - Walter Seltzer)
- 1961 : Par l'amour possédé (By Love Possessed) (Mirisch - Seven Arts)
- 1961 : Police Dog Story (Edward Small)
- 1961 : La Révolte des esclaves (La Rivolta degli schiavi) (Ambrosiana - C.B.- Ultra)
- 1961 : La Rumeur (The Children’s Hour) (Mirisch)
- 1961 : Secret of Deep Harbor (en) (Edward Small)
- 1961 : Le Temps du châtiment (The Young Savages) (Harold Hecht)
- 1961 : The Snake Woman (Edward Small)
- 1961 : The Teenage Millionaire (Howard B. Kreitsek)
- 1961 : Thésée et le minotaure (Teseo contro il minotauro) (Iliria)
- 1961 : Three on a Spree (Edward Small)
- 1961 : Un, deux, trois (One, Two, Three) (Mirisch)
- 1961 : West Side Story (Mirisch - Seven Arts)
- 1961 : When The Clock Strikes (Edward Small)
- 1961 : X-15 (Frank Sinatra)
- 1961 : You Have to Run Fast (Edward Small)
- 1962 : Alerte sur le Vaillant (The Valiant) (Jon Penington)
- 1962 : Astronautes malgré eux (The Road to Hong Kong) (Norman Panama - Melvin Frank)
- 1962 : La Belle et la Bête (Edward Small)
- 1962 : The Clown and the Kid (Edward Small)
- 1962 : Dead to the World (National Films Studios)
- 1962 : Deadly Duo (Edward Small)
- 1962 : Deux sur la balançoire (Two for the Seasaw) (Mirisch - Seven Arts)
- 1962 : Électre (Electra) (Michael Cocoyannis)[1]
- 1962 : L'Épée enchantée (The Magic Sword) (Bert I. Gordon)
- 1962 : Geronimo (Jules V. Levy - Arthur Gardner - Arnold Laven)
- 1962 : La guerre est aussi une chasse (War Hunt) (Terry Sanders - Dennis Sanders)
- 1962 : Le Glaive du conquérant (Rosmuna E Alboino) (Titanus)
- 1962 : Gun Street (Edward Small)
- 1962 : Hero's Island (Leslie Stevens - James Mason)
- 1962 : Incident in an Alley (Edward Small)
- 1962 : Jack le tueur de géants (Jack the Giant Killer) (Edward Small)
- 1962 : Les Joyeux Voleurs (The Happy Thieves) (James Hill)
- 1962 : Miracle en Alabama (The Miracle Worker) (Fred Coe)
- 1962 : La Nuit (La Notte) (Dino de Laurentiis)[1]
- 1962 : The Nun and the Sergeant (en) (Eugene Frenke)
- 1962 : Phèdre (Phaedra) (Jules Dassin)[1]
- 1962 : Pressure Point (Stanley Kramer)
- 1962 : Le Prisonnier d'Alcatraz (Hecht - Hill - Lancaster)
- 1962 : La Sage-femme, le Curé et le Bon Dieu (Jessica) (Jean Negolesco)
- 1962 : Saintly Sinners (Edward Small)
- 1962 : Le Shérif de ces dames (Follow That Dream) (Mirisch)
- 1962 : Tarass Bulba (Harold Hecht)
- 1962 : Third of a Man (Robert Lewin - William Redlin)
- 1962 : La Tour de Londres (Tower of London) (Edward Small)
- 1962 : Les Trois sergents (Sergeants 3) (Frank Sinatra)
- 1962 : Un Crime dans la tête (The Manchurian Candidate) (Georga Axelrod - John Frankenheimer - Howard W. Koch)
- 1962 : Un direct au cœur (Kid Galahad) (Mirisch)
- 1962 : La Fureur d'Hercule (Ursus) (Ciné Italia)
- 1962 : Le Voyage en ballon (Filmsonor - Montsouris)[1]
- 1963 : Appelez-moi chef (Call Me Bwana) (Saltzman - Broccoli)
- 1963 : Bons baisers de Russie (From Russia, With Love) (Saltzman - Broccoli)
- 1963 : La Cage aux femmes (The Caretakers) (Hal Bartlett)
- 1963 : The Ceremony (Lawrence Harvey)
- 1963 : Le Couteau dans la plaie (Filmsonor - DEAR Films)
- 1963 : L'Étrange destin du juge Cordier (Diary of a Madman) (Edward Small)
- 1963 : La Grande Évasion (The Great Escape) : Mirisch
- 1963 : Le Grand McLintock (McLintock!) (John Wayne)
- 1963 : Le Grand Duc et l'Héritière (Love Is a Ball) (Martin A. Poll)
- 1963 : Les Heures brèves (Stolen Hours) (Mirisch)
- 1963 : Irma la douce (Mirisch)
- 1963 : Johnny Cool (Peter Lawford)
- 1963 : Ladybug, Ladybug (Frank Perry)
- 1963 : Le Lys des champs (Lilies of the Field) (Ralph Nelson)
- 1963 : L'Ombre du passé (I Could Go on Singing) (Stuart Millar - Lawrence Turman)
- 1963 : Les Rois du soleil (Kings of the Sun) (Stuart Millar - Lawrence Turman)
- 1963 : La Souris sur la Lune (Mouse on the Moon) (Walter Shenson)[1]
- 1963 : Tom Jones (Woodfall Films)
- 1963 : Le Tumulte (Toys In the Attic) (Mirisch)
- 1963 : Trio de terreur (Twice-Told Tales) (Edward Small)
- 1963 : Un enfant attend (A Child Is Waiting) (Stanley Kramer)
- 1963 : Un monde fou, fou, fou, fou (It's a Mad, Mad, Mad, Mad World) (Stanley Kramer)
- 1964 : A Hard Day's Night (Walter Shenson)
- 1964 : Deux copines... un séducteur (The World of Henry Orient) (Jerome Hellman)
- 1964 : Embrasse-moi, idiot (Kiss Me, Stupid) (Mirisch)
- 1964 : La Femme de paille (Woman of Straw) (Michael Relph - Basil Dearden)
- 1964 : La Fille aux yeux verts (The Girl with Green Eyes) (Woodfall Films)[1]
- 1964 : For Those Who Think Young (en) (Aubrey Schenck - Howard W. Koch)
- 1964 : Goldfinger (Saltzman - Broccoli)
- 1964 : L'Homme de Rio (Les Films Ariane - Les productions Artistes associés)[1]
- 1964 : L'Invasion secrète (The Secret Invasion) (Roger Corman - Gene Corman)
- 1964 : Le Mercenaire de minuit (Invitation to a Gunfighter) (Stanley Kramer)
- 1964 : Mission 633 (The 633 Squadron) (Mirisch)
- 1964 : One Man's Way (Frank Ross)
- 1964 : La Panthère rose (The Pink Panther) (Mirisch)
- 1964 : Quand l'inspecteur s'emmêle (A Shot in the Dark) (Mirisch)
- 1964 : Que le meilleur l'emporte (The Best Man) (Stuart Millar - Lawrence Turman)
- 1964 : La Septième aube (The 7th Dawn) (Charles K. Feldman - Karl Tunberg)
- 1964 : Topkapi (Filmways - Jules Dassin)
- 1964 : Le Train (The Train) (Les Films Ariane - Les productions Artistes associés)
- 1964 : Les Trois soldats de l'aventure (Flight from Ashiya) (Harold Hecht - Daiei Films)
- 1965 : L'Aventurier du Kenya (Mister Moses) (Frank Ross)
- 1965 : Billie (en) (Peter Lawford - Patty Duke)
- 1965 : Comment tuer votre femme (How to Murder Your Wife) (George Axelrod)
- 1965 : La Cuisine au beurre (Corona - DEAR Films)[1]
- 1965 : Le démon est mauvais joueur (Return from the Ashes) (Mirisch)
- 1965 : Doubles masques et agents doubles (Masquerade) (Michael Relph - Basil Dearden)
- 1965 : Et pour quelques dollars de plus (Per qualche dollaro in più) (Produzioni Europee Associati)
- 1965 : Ferry Cross the Mersey (Brian Epstein)
- 1965 : The Glory Guys (Jules V. Levy - Arthur Gardner - Arnold Laven)
- 1965 : Help! (Walter Shenson)
- 1965 : I Will Take Sweden (Edward Small)
- 1965 : Le Knack... et comment l'avoir (The Knack...and How to Get It) (Woodfall Films)[1]
- 1965 : One Way Pendulum (Woodfall Films)
- 1965 : Opération Tonnerre (Thunderball) (Saltzman - Broccoli)
- 1965 : La Plus Grande Histoire jamais contée (The Geatest Story Ever Told) (George Stevens)
- 1965 : Quoi de neuf, Pussycat ? (What's New, Pussycat?) (Charles K. Feldman)
- 1965 : À corps perdu (A Rage to Live) (Mirisch)
- 1965 : Station 3 ultra secret (The Satan Bug) (Mirisch)
- 1965 : Sur la piste de la grande caravane (The Hallelujah Trail) (Mirisch)
- 1965 : Les Tribulations d'un Chinois en Chine (Les Films Ariane - Les productions Artistes associés)
- 1965 : Viva Maria! (Les productions Artistes associés)
- 1966 : La Baie du guet-apens (Ambush Bay) (Aubrey Schenck - Hal Klein)
- 1966 : La Bataille de la vallée du diable (Duel at Diablo) (Ralph Nelson - Fred Engel)
- 1966 : Le Bon, la Brute et le Truand (Il Buono, il brutto, il cattivo) (Produzioni Europee Associati)
- 1966 : Des clowns par milliers (A Thousand Clowns) (Fred Coe)
- 1966 : Dix heures et demie du soir en été (10:30 P.M. Summer) (Jules Dassin - Anatole Litvak)[1]
- 1966 : En Angleterre occupée (It Happened Here) (Kevin Brownlaw - Andre Mollo)
- 1966 : Fantômas contre Scotland Yard (PAC - Gaumont)[1]
- 1966 : Le Forum en folie (A Funny Thing Happened on the Way to the Forum) (Melvin Frank)
- 1966 : La Grande Combine (The Fortune Cookie) (Mirisch)
- 1966 : Le Groupe (The Group) (Charles K. Feldman)
- 1966 : Hawaï (Hawaii) (Mirisch)
- 1966 : Un homme et une femme (Les Films 13)
- 1966 : Khartoum (Julian Blaustein)
- 1966 : Lord Love a Duck (George Axelrod)
- 1966 : Mademoiselle (Woodfall Films)[1]
- 1966 : Un monde nouveau (Les productions Artistes associés)
- 1966 : Muriel, ou le Temps d'un retour (DEAR Films - Argos-Alpha - Films de la Pleiade)[1]
- 1966 : Namu, l'orque sauvage (Namu, the Killer Whale) (Ivan Tors)
- 1966 : Qu'as-tu fait à la guerre, papa ? (What Did You in the War, Daddy?) (Mirisch)
- 1966 : Quel numéro ce faux numéro ! (Boy, Did I Get a Wrong Number) (Small)
- 1966 : L'Ombre d'un géant (Cast a Giant Shadow) (Mirisch)
- 1966 : Le renard s'évade à trois heures (Caccia alla volpe) (Delgate - Nacy Entertainment - Compagnia Cinematografico Montoro)
- 1966 : Le Retour des sept (Return of the Seven) (Mirisch)
- 1966 : Le Roi de cœur (Les productions Artistes associés)[1]
- 1966 : Les Russes arrivent (The Russians Are Coming, the Russians Are Coming) (Mirisch)
- 1966 : L'Odyssée du cosmos (Thunderbirds Are GO) (Gerry Anderson)
- 1966 : Les Tueurs de l'Ouest (El Precio de un hombre) (Jose Maesso)
- 1966 : Une Blonde qui porte bonheur (Frankie and Johnny) (Small)
- 1967 : Les Chuchoteurs (The Whisperers) (Michael S. Laughlin - Ronald Shedlo)[1]
- 1967 : À chacun son du (A ciascuno il suo) (Cemo Films)[1]
- 1967 : Clambake (Jules V. Levy - Arthur Gardner - Arnold Laven)
- 1967 : Comment j'ai gagné la guerre (How I Won the War) (Richard Lester)
- 1967 : Dans la chaleur de la nuit (In the Heat of the Night) (Mirisch)
- 1967 : Du sang dans la montagne (Un Fiume di dollari) (Dino De Laurentiis)
- 1967 : Eight of the Lam (Bob Hope)
- 1967 : Et pour quelques dollars de plus (Per qualche dollari di piu) (Produzioni Europee Associati - Les productions Artistes associés)
- 1967 : Et si on faisait l'amour ? (Scusi, facciamo l'amore?) (Produzioni Europee Associati - Arturo Gonzales - Constantin)[1]
- 1967 : Minibombe et Minijupes (George H. Brown)
- 1967 : Fitzwilly (Mirisch)
- 1967 : Guêpier pour trois abeilles (The Honey Pot) (Charles K. Feldman)
- 1967 : L'Heure du loup (Vargtimmen) (Svensk Filmindustri)[1]
- 1967 : Un homme de trop (Saltzman - Les productions Artistes associés)
- 1967 : How to Succeed in Business Without Really Trying (Mirisch)
- 1967 : L'Immorale (Les productions Artistes associés)[1]
- 1967 : Ne jouez pas avec les Martiens (Les productions Artistes associés)
- 1967 : Marat-Sade (Michael Birkett)
- 1967 : Le Marin de Gibraltar (Sailor from Gibraltar) (Woodfall Films)[1]
- 1967 : Mise à sac (Les Films Ariane/Les productions Artistes associés)
- 1967 : Mission T.S. (Matchless) (Dino De Laurentiis)
- 1967 : La Musica (Les productions Artistes associés)
- 1967 : Navajo Joe (Dino De Laurentiis)
- 1967 : On ne vit que deux fois (You Only Live Twice) (Saltzman - Broccoli)
- 1967 : Nu parmi les loups (Nackt unter Wölfen) (DEFA)[1]
- 1967 : Opération frère cadet (OK Connery) (Dario Sabatello)
- 1967 : Persona (Svensk Filmindustri)[1]
- 1967 : Pour une poignée de dollars (Per un pugno de dollari) (Jolly Film - Constantin - Ocean)
- 1967 : La Route de l'Ouest (The Way West) (Harold Hecht)
- 1967 : Sept secondes en enfer (Hour of the Gun) (Mirisch)
- 1967 : Les Sorcières (Le Streghe) (Dino De Laurentiis - Les productions Artistes associés)[1]
- 1967 : Le sable était rouge (Beach Red) (Cornel Wilde)
- 1967 : Trafic dans la terreur (Kill a Dragon) (Aubrey Schenck - Hal Klein)
- 1967 : Le Voleur (Les productions Artistes associés)[1]
- 1967 : Vivre pour vivre (Les Films Ariane/Les productions Artistes associés)
- 1968 : L'Affaire Thomas Crown (The Thomas Crown Affair) (Mirisch)
- 1968 : Attaque sur le mur de l'Atlantique (Attack on the Iron Coast) (Mirisch)
- 1968 : A Twist of Sand (Fred Engel)
- 1968 : Baisers volés (Les productions Artistes associés)[1]
- 1968 : La Brigade du diable (The Devil's Brigade) (David L. Volper)
- 1968 : La Chamade (Les productions Artistes associés - Produzioni Europee Associati)[1]
- 1968 : La Charge de la brigade légère (The Charge of the Light Brigade) (Woodfall Films)
- 1968 : Les Chasseurs de scalps (The Scalphunters) (Jules V. Levy - Arthur Gardner - Arnold Laven)
- 1968 : Chitty Chitty Bang Bang (Broccoli)
- 1968 : Le Coup du lapin (Danger Route) (Max Rosenberg - Milton Subotsky)
- 1968 : Les Gauloises bleues (Les productions Artistes associés)[1]
- 1968 : La Honte (Skammen) (Svensk Filmindustri)[1]
- 1968 : Trois petits tours et puis s'en vont (Here We Go Round the Mulberry Bush) (Clive Donner)[1]
- 1968 : Il pleut dans mon village (Bice skoro propast sveta) (Les productions Artistes associés)
- 1968 : L'Infaillible Inspecteur Clouseau (Inspector Clouseau) (Mirisch)
- 1968 : La mariée était en noir (Les productions Artistes associés)[1]
- 1968 : La Marine en folie (The Private Navy of Sergeant O'Farrell) (Bob Hope - NBC)
- 1968 : Commando du désert (Massacre Harbor) (Mirisch)
- 1968 : El mercenario (Il mercenario) (Produzioni Europee Associati)
- 1968 : Le Saut (O Salto) (Les productions Artistes associés)[1]
- 1968 : Paper Lion (Stuart Millar)
- 1968 : La Party (The Party) (Mirisch)
- 1968 : Pendez-les haut et court (Hang'Em High) (Clint Eastwood)
- 1968 : Pour un amour lointain (Les productions Artistes associés)
- 1968 : Sel, poivre et dynamite (Salt and Pepper) (Peter Lawford - Sammy Davis, Jr)
- 1968 : Les Tiens, les Miens, le Nôtre (Yours, Mine and Ours) (Lucille Ball - Robert F. Blumofe)
- 1968 : Un cerveau d'un milliard de dollars (Billion Dollar Brain) (Saltzman)
- 1968 : The Wicked Dreams of Paula Schultz (Edward Small)
- 1968 : Yellow Submarine (Apple Films - King Features)
- 1969 : Alice's Restaurant (Arthur Penn)
- 1969 : L'Américain (Les productions Artistes associés)
- 1969 : Au service secret de Sa Majesté (On Her Majesty's Secret Service) (Saltzman - Broccoli)
- 1969 : La Bataille d'Angleterre (Battle of Britain) (Saltzman)
- 1969 : Buona sera Madame Campbell (Buona Sera, Mrs. Campbell) (Melvin Frank)
- 1969 : Les Caprices de Marie (Les productions Artistes associés - Produzioni Europee Associati)
- 1969 : La Chambre obscure (Laugher in the Dark) (Woodfall Films)[1]
- 1969 : Un coin tranquille à la campagne (Un Tranquillo posto di campagna) (Produzioni Europee Associati - Les productions Artistes associés)
- 1969 : Colère noire (Halls of Anger) (Mirisch)
- 1969 : Davey des grands chemins (Sinful Davey) (Mirisch)
- 1969 : Le Diable par la queue (Les productions Artistes associés - Produzioni Europee Associati)
- 1969 : Enfants de salauds (Play Dirty) (Saltzman)
- 1969 : The First Time (Mirisch)
- 1969 : Gaily, Gaily (Mirisch)
- 1969 : Le Gang de l'oiseau d'or (The File of the Golden Goose) (Edward Small)
- 1969 : Hannibal Brooks (Michael Winner)
- 1969 : Un homme qui me plaît (Les Films Ariane - Les productions Artistes associés)
- 1969 : Il Sesso degli angeli (Filmes Cinematografica - Franz Seitz)[1]
- 1969 : Impasse (Aubrey Schenck - Hal Klein)
- 1969 : Kes (Tony Garnett)
- 1969 : Macadam Cowboy (Jerome Hellman - John Schlesinger)
- 1969 : Mardi, c'est donc la Belgique (If It's Tuesday, This Must Be Belgium) (David L. Wolper)
- 1969 : Ce merveilleux automne (Un Bellissimo novembre) (Les productions Artistes associés)
- 1969 : La Mort était au rendez-vous (Da Uomo A Uomo) (Alfonso Sansone - Enrico Chroscicki)
- 1969 : Ne tirez pas sur le shérif (Support Your Local Sheriff!) (James Garner)
- 1969 : The Night They Raided Minsky's (Norman Lear - Bud Yorkin)
- 1969 : Number One (Walter Seltzer)
- 1969 : Out of It (Edward Pressman - Paul Williams)
- 1969 : Le Pont de Remagen (The Bridge at Remagen) (David L. Wolper)
- 1969 : Popi (Herbert B. Leonard)
- 1969 : Plus mort que vif (More Dead Than Alive) (Aubrey Schenck - Hal Klein)
- 1969 : Queimada (Produzioni Europee Associati - Les productions Artistes associés)
- 1969 : Sabata (Ehi amico... c'è Sabata, hai chiuso!) (Produzioni Europee Associati - Les productions Artistes associés)
- 1969 : Sam Whiskey (Jules V. Levy - Arthur Gardner - Arnold Laven)
- 1969 : Fellini Satyricon (Produzioni Europee Associati - Les productions Artistes associés)
- 1969 : Le Secret de Santa Vittoria (The Secret of Santa Vittoria) (Stanley Kramer)
- 1969 : La Sirène du Mississipi (Les productions Artistes associés)
- 1969 : Some Kind of a Nut (Mirisch)
- 1969 : Sous-marin X-1 (Submarine X-1) (Mirisch)
- 1969 : The Thousand Plane Raid (Mirisch)
- 1969 : L'Ultime garçonnière (The Bed Sitting Room) (Richard Lester - Oscar Lewenstein)[1]
- 1969 : Une infinie tendresse (Films 13 - Les Films Ariane - Les productions Artistes associés - Produzioni Europee Associati)
- 1969 : Une passion (En Passion) (Svensk Filmindustri)
- 1969 : La Vengeance du Shérif (Young Billy Young) (Talbot-Youngstein)
- 1969 : La Vie, l'amour, la mort (Les Films Ariane - Les productions Artistes associés - Produzioni Europee Associati)[1]
- 1969 : Where It's At (Frank Ross)

### Années 1970
- 1970 : Les Canons de Cordoba (Cannon for Cordoba) (Mirisch)
- 1970 : L'Enfant sauvage (Les productions Artistes associés)
- 1970 : Le Maître du temps (Les productions Artistes associés)
- 1970 : Le Propriétaire (The Landlord) (Norman Jewison)
- 1970 : Le Voyou (Les Films Ariane - Les productions Artistes associés - Produzioni Europee Associati)
- 1970 : Pollux et le Chat bleu
- 1970 : Underground (Jules V. Levy - Arthur Gardner - Arnold Laven)
- 1970 : Lucky Luke (Belvision - Dargaud Films - Les productions Artistes associés)
- 1971 : Adios Sabata (Indio Black, sai che ti dico: Sei un gran figlio di...) (Produzioni Europee Associati - Les productions Artistes associés)
- 1971 : Le Décaméron (Produzioni Europee Associati - Les productions Artistes associés)
- 1971 : Malpertuis (Les productions Artistes associés)
- 1971 : Le Retour de Sabata (È tornato Sabata... hai chiuso un'altra volta) (Produzioni Europee Associati - Les productions Artistes associés)
- 1971 : La Saignée (Les productions Artistes associés - Produzioni Europee Associati)
- 1972 : Avanti! (Mirisch - Produzioni Europee Associati)
- 1972 : L'aventure c'est l'aventure (Les Films Ariane - Les productions Artistes associés - Produzioni Europee Associati)
- 1972 : Les Cloches de Silésie (Das Unheil) (Les productions Artistes associés)
- 1972 : Les Contes de Canterbury (I Racconti di Canterbury) (Produzioni Europee Associati - Les productions Artistes associés)
- 1972 : Le Dernier Tango à Paris (Ultimo tango a Parigi) (Produzioni Europee Associati - Les productions Artistes associés)
- 1972 : Et maintenant, on l'appelle El Magnifico (E poi lo chiamarono il magnifico) (Produzioni Europee Associati - Les productions Artistes associés)
- 1972 : Fellini Roma (Produzioni Europee Associati - Les productions Artistes associés)
- 1972 : L'Homme de la Manche (L'Uomo della Mancha) (Produzioni Europee Associati)
- 1972 : Un homme est mort (Les productions Artistes associés)
- 1972 : Il était une fois la révolution (Giù la testa) (Claudio Mancini - Fulvio Morsella - Ugo Tucci)
- 1972 : Paulina 1880 (Albina Productions - Artemis Films - Les productions Artistes associés)
- 1972 : Sex-shop (Les productions Artistes associés - Produzioni Europee Associati)
- 1972 : Le Viager (Les productions Artistes associés)
- 1972 : Adolf Hitler - My Part in His Downfall
- 1972 : Théâtre de sang (Theatre of Blood)
- 1972 : Tintin et le Lac aux requins (Dargaud Films)
- 1973 : Poil de carotte (Les productions Artistes associés)
- 1973 : Au rendez-vous de la mort joyeuse (Les productions Artistes associés - Produzioni Europee Associati)
- 1973 : Elle court, elle court la banlieue (Les productions Artistes associés - Produzioni Europee Associati)
- 1973 : Histoires scélérates (Produzioni Europee Associati)
- 1973 : Moi y'en a vouloir des sous (Les productions Artistes associés - Produzioni Europee Associati)
- 1973 : Un nuage entre les dents (Les Productions de La Guéville)
- 1973 : The Offence (Denis O'Dell)
- 1973 : Portier de nuit (Il Portiere di notte) (Lotar Films Productions - Italonegglio Cinematografico)
- 1974 : Les Chinois à Paris (Les productions Artistes associés - Produzioni Europee Associati)
- 1974 : Les Mille et une nuits (Il Fiore delle mille e una notte) (Produzioni Europee Associati - Les productions Artistes associés)
- 1974 : Touche pas à la femme blanche (Non toccare la donna bianca) (Produzioni Europee Associati - Les productions Artistes associés)
- 1974 : Vos gueules, les mouettes ! (Les productions Artistes associés)
- 1975 : L'Histoire d'Adèle H. (Les productions Artistes associés)
- 1975 : Le Retour de la Panthère rose (The Return of the Pink Panther)
- 1975 : Salo ou les 120 journées de Sodome (Salò o le 120 giornate di Sodoma) (Produzioni Europee Associati - Les productions Artistes associés)
- 1975 : Section spéciale (Les productions Artistes associés)
- 1975 : Le Vieux Fusil (Les productions Artistes associés)
- 1975 : Zorro (Mondial Televisione Film - Les productions Artistes associés)
- 1976 : L'Argent de poche (Les Films du Carrosse - Les productions Artistes associés)
- 1976 : Burnt Offerings (Dan Curtis Productions - Produzioni Europee Associati)
- 1976 : Cadavres exquis (Cadaveri eccellenti) (Produzioni Europee Associati - Les productions Artistes associés)
- 1976 : Le Casanova de Fellini (Il Casanova di Federico Fellini) (Produzioni Europee Associati)
- 1976 : 1900 (Novecento) (Produzioni Europee Associati - Les productions Artistes associés)
- 1976 : Carrie au bal du diable
- 1976 : L'Homme qui aimait les femmes (Les Films du Carrosse - Les productions Artistes associés)
- 1976 : Network : Main basse sur la télévision (MGM)
- 1976 : Quand la Panthère rose s'emmêle (The Pink Panther Strikes Again)
- 1976 : Si c'était à refaire (Films 13 - Les productions Artistes associés)
- 1977 : Attention, les enfants regardent (Les productions Artistes associés)
- 1977 : La Ballade des Dalton (Les productions Artistes associés)
- 1977 : Un autre homme, une autre chance (Another Man, Another Chance) (Chartoff-Winkler Productions - Les Films 13 - Les Films Ariane - Les productions Artistes associés)
- 1977 : Portrait de groupe avec dame (Gruppenbild mit Dame) (Les productions Artistes associés)
- 1978 : La Cage aux folles (Il Vizietto) (Da Ma Produzione - Les productions Artistes associés)
- 1978 : L'Homme en colère (Les productions Artistes associés)
- 1978 : La Chambre verte (Les Films du Carrosse - Les productions Artistes associés)
- 1978 : La Malédiction de la Panthère rose (Revenge of the Pink Panther)
- 1978 : Molière (Les Films 13 - Les Films du Soleil et de la Nuit - Antenne 2 - RAI)
- 1979 : Au revoir, à lundi (Les productions Artistes associés)
- 1979 : Deux bonnes pâtes (Due pezzi di pane) (Parva Cinematografica - Les productions Artistes associés)
- 1979 : La Grande Attaque du train d'or (The First great train robbery) (Dino De Laurentiis)
- 1979 : Ils sont grands, ces petits (Cathala Productions - FR3 - Les productions Artistes associés)
- 1979 : Moonraker (Danjaq - Eon Productions - Les productions Artistes associés)
- 1979 : 007 in Rio de Michel Parbot (court métrage documentaire)
- 1979 : Rocky 2 : La Revanche (Rocky II)
- 1979 : Les Turlupins (Madeleine Films)

### Années 1980
- 1980 : La Cage aux folles 2 (Il Vizietto II) (Da Ma Produzione - Les productions Artistes associés)
- 1980 : Mais qu'est-ce que j'ai fait au bon Dieu pour avoir une femme qui boit dans les cafés avec les hommes ? (Sofracima - Les productions Artistes associés)
- 1980 : La Puce et le Privé (JKL international - Mars International Productions)
- 1980 : Rosy la Bourrasque (Temporale Rosy) (Produzioni Europee Associati - Les productions Artistes associés)
- 1981 : Rien que pour vos yeux (For Your Eyes Only)
- 1981 : Signé Furax (Les productions Artistes associés)
- 1981 : Si ma gueule vous plaît... (ATC 3000 - Les productions Artistes associés)
- 1982 : Rocky 3, l'œil du tigre (Rocky III) de Sylvester Stallone
- 1982 : À la recherche de la Panthère rose (Trail of the Pink Panther)
- 1982 : La Mort aux enchères (Still of the Night) (MGM)
- 1983 : Le Braconnier de Dieu (Les productions Artistes associés)
- 1983 : Exposed
- 1983 : WarGames
- 1983 : Octopussy
- 1983 : L'Héritier de la Panthère rose (Curse of the Pink Panther)
- 1983 : La Fille sur la banquette arrière (Québec : Comédie romantique) (Romantic Comedy)
- 1984 : The House of God
- 1984 : Le Pape de Greenwich Village (The Pope of Greenwich Village)
- 1984 : L'Aube rouge (Red Dawn)
- 1984 : Ras les profs ! (Teachers)
- 1985 : Vol d'enfer (The Aviator)
- 1985 : Dangereusement vôtre (A View to a Kill) (Broccoli)
- 1985 : Rocky 4
- 1986 : Youngblood
- 1986 : Castaway
- 1987 : Tuer n'est pas jouer (The Living Daylights) (Broccoli)
- 1987 : Real Men
- 1988 : La Main droite du diable (Betrayed)
- 1988 : Jeu d'enfant (Child's Play)
- 1989 : Permis de tuer (Licence to Kill) (Broccoli)

### Années 1990
- 1990 : Rocky 5 de John G. Avildsen
- 1993 : Le Fils de la Panthère rose (Son of the Pink Panther) de Blake Edwards
- 1995 : Rob Roy de Michael Caton-Jones
- 1995 : Richard III de Richard Loncraine
- 1995 : Hackers de Iain Softley
- 1995 : Showgirls de Paul Verhoeven
- 1995 : GoldenEye (Québec : L'Œil de feu) de Martin Campbell
- 1995 : Wild Bill de Walter Hill
- 1996 : Birdcage (Québec : La Cage de ma tante) (The Birdcage) de Mike Nichols
- 1997 : Demain ne meurt jamais (Tomorrow Never Dies) de Roger Spottiswoode
- 1998 : Tale of Egypt
- 1998 : Ronin de John Frankenheimer
- 1999 : Carrie 2 (The Rage: Carrie 2) de Katt Shea
- 1999 : Thomas Crown (Québec : L'Affaire Thomas Crown) (The Thomas Crown Affair) de John McTiernan
- 1999 : Le monde ne suffit pas (The World Is Not Enough) de Michael Apted

### Années 2000
- 2000 : Born Romantic (BBC)
- 2000 : Ce que je sais d'elle... d'un simple regard (Things You Can Tell Just by Looking at Her) (Jon Avnet - Jordan Kerner)
- 2000 : Crime + Punishment (Crime and Punishment in Suburbia) (G2 Films - Christine Vachon)
- 2000 : Mr. Accident (Goldwyn Films)
- 2000 : Rédemption (Québec : Le Maître de Kingdom Come) (The Claim) (Andrew Eaton - Anita Overland)
- 2000 : Supernova (Daniel Chuba - Jamie Dixon - Ash R. Shah)
- 2000 : Un automne à New York (Québec : New York en automne) (Autumn in New York) (Gary Lucchesi - Amy Robinson - Tom Rosenberg)
- 2001 : CQ (Gary Marcus - Michael Polaire - Jimmy de Brabant)
- 2001 : Ghost World (John Malkovich - Lianne Halfon - Russell Smith)
- 2001 : No Man's Land (Counihan Villiers Productions - Fabrica Cinéma - Man's Films - Noé Productions)
- 2002 : Pumpkin de Anthony Abrams et Adam Larson Broder
- 2002 : City of Ghosts de Matt Dillon
- 2002 : Meurs un autre jour (Die Another Day) de Lee Tamahori
- 2003 : Pieces of April (Québec : Un festin à New York) de Peter Hedges
- 2004 : L'Autre rive (Undertow) de David Gordon Green
- 2004 : De-Lovely de Irwin Winkler
- 2004 : Hotel Rwanda (Québec : Hôtel Rwanda) de Terry George
- 2005 : Amityville, la maison du diable (The Amityville Horror) d'Andrew Douglas
- 2005 : Truman Capote (Capote) de Bennett Miller
- 2005 : Romance & Cigarettes de John Turturro
- 2006 : Art School Confidential de Terry Zwigoff
- 2006 : The Woods de Lucky McKee
- 2006 : Casino Royale
- 2009 : Fame (Mark Canton - Gary Lucchesi - Tom Rosenberg - Richard Wright)
- 2009 : Sur la route (On the Road) (American Zoetrope)

### Années 2010
- 2010 : Bright Lights, Big City (Josh Schwartz - Stephanie Savage)
- 2010 : La Cabane dans les bois (Joss Whedon)
- 2010 : The Champions
- 2010 : Conjure Wife
- 2010 : Ranger's Apprentice
- 2010 : The Tourist (Gary Barber - Roger Birnbaum - Jonathan Glickman)
- 2011 : The Monster of Florence
- 2011 : Pinkville (Cruise/Wagner Productions - Ixtlan Corporation)
- 2011 : Duo à trois (Something Borrowed)
- 2011 : Timecrimes (Steven Zaillian - Agnes Metre)

## Hors-film
- 2001 : Marlene Dietrich: Her Own Song

## Courts métrages
- 1932-1937 : Mickey Mouse (Disney)
- 1932-1937 : Silly Symphonies (Disney)
- 1964-1980 : La Panthère rose (Mirisch - DePatie - Freleng)
- 1965-1969 : L'Inspecteur (Mirisch - DePatie - Freleng)
- 1968-1971 : Roland and Rattfink (DePatie - Freleng)
- 1969-1971 : Tamanoir et Fourmi Rouge (DePatie - Freleng)
- 1969-1972 : Pancho et Rancho (DePatie - Freleng)
- 1972-1974 : Flèche bleue (DePatie - Freleng)
- 1973-1974 : Hoot Kloot (DePatie - Freleng)
- 1974-1976 : The Dogfather (DePatie - Freleng)
- 2006 : Skydiving Test Footage
- 2006 : Circus Footage
- 2006 : Bond '79